# Пам'ятник Андрію Іванову (Київ)
Пам'ятник Андрію Іванову — бронзовий монумент революціонеру, радянському державному і партійному діячеві, одному з керівників Січневого повстання в 1918 році Андрію Іванову.

## Історія
Встановлений 25 січня 1976 року в Печерському районі Києва в сквері, на перехресті вулиць Андрія Іванова і Суворова (нині Бутишів провулок і вулиця Омеляновича-Павленка).
У ніч на 27 травня 2015 року пам'ятник був знесений.
2019 року на цьому місці відкрито Латвійський сквер, а замість пам'ятника Іванову встановлено стелу із зображенням стародавнього латиського символу — Древа Сонця.

## Характеристика
Автори — скульптор Макар Вронський, архітектор — Василь Гнєздилов.
Розміри: загальна висота — 5,42 м, бюсту — 1,5 м, постаменту — 3,5 м, стилобату — 0,42 м.
Монумент представляв собою бронзовий бюст на гранітному п'єдесталі. Композиція виконана в динаміці, завдяки повороту голови.
Бронзовий бюст А. В. Іванова, був встановлений на вертикальному прямокутному пілоні-п'єдесталі з червоного граніту. На фасадній стороні пілону анотаційний напис накладними бронзовими літерами українською мовою: Партійний і державний діяч, один з керівників збройних повстань за владу Рад у місті Києві в 1917—1918 роках Андрій Васильович Іванов 1888—1927.
Оздоблення червоним гранітом, а також розташовані поруч фонтани в сквері і колони багатоповерхового будинку, надавали пам'ятника роль однієї з композиційно-пластичних домінант архітектурної навколишнього середовища.

## Галерея

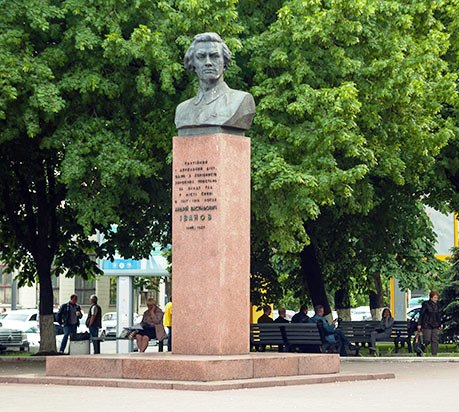
Пам'ятник до знесення
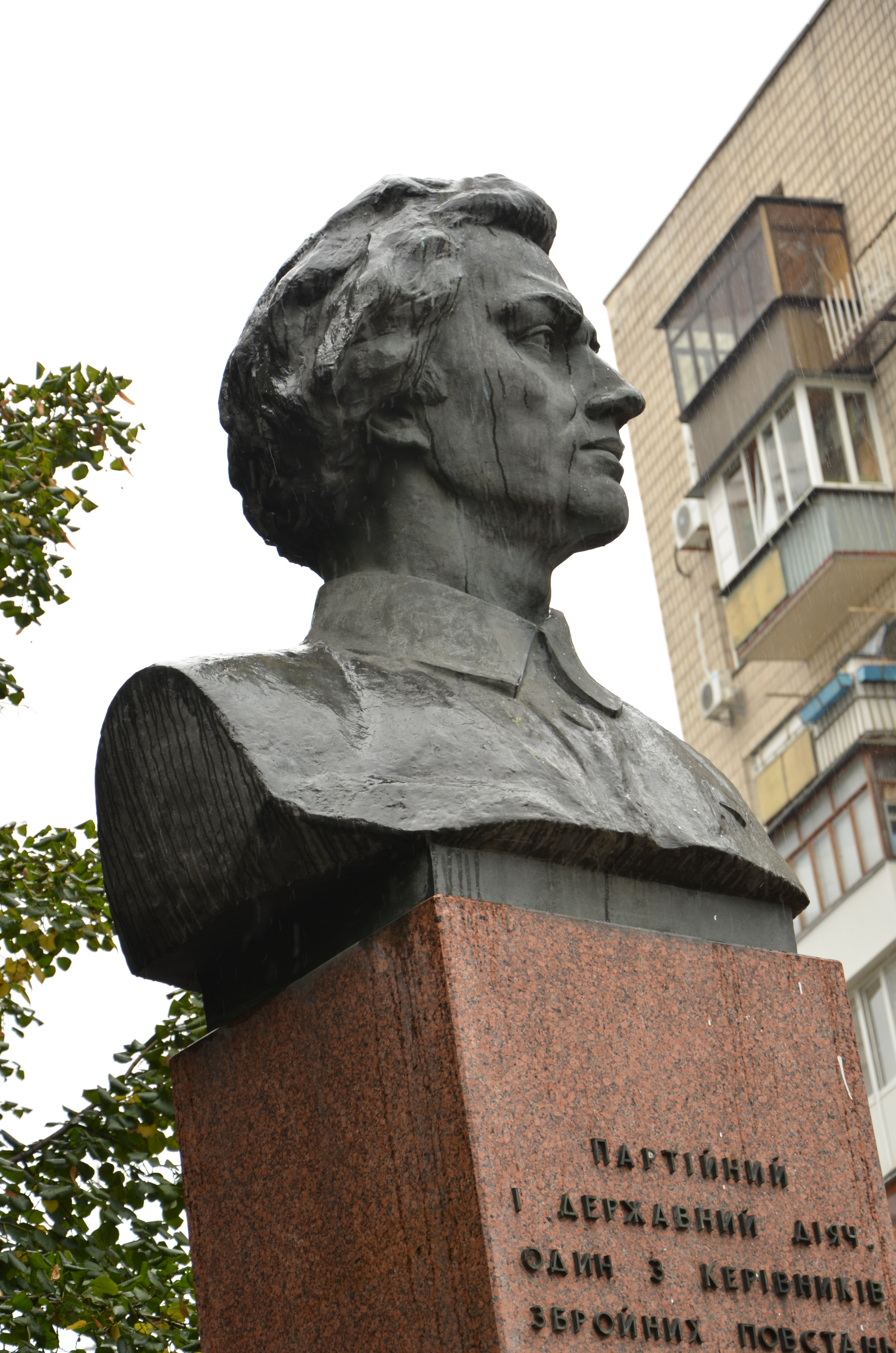
Бюст
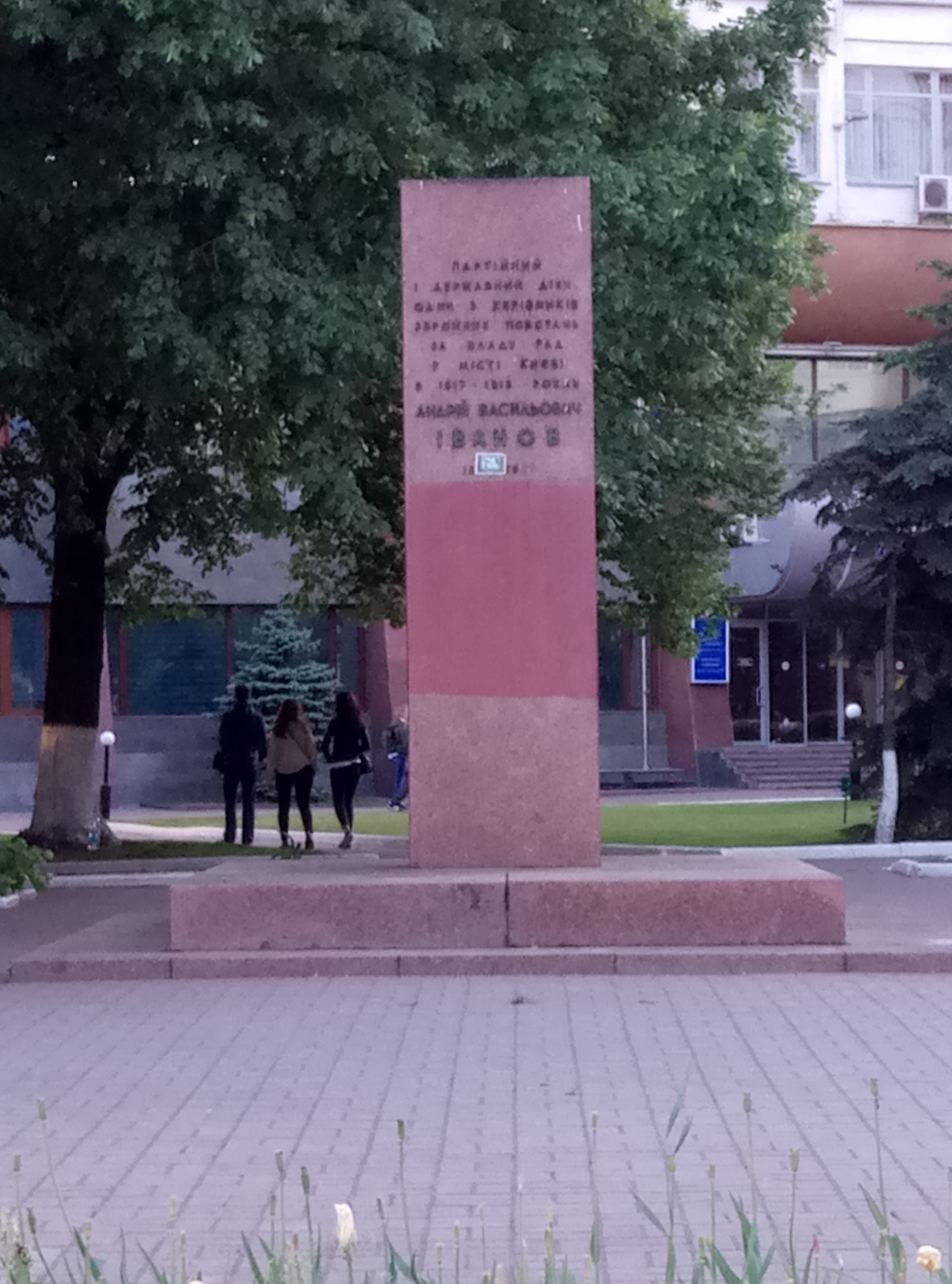
Залишки постаменту після знесення пам'ятника
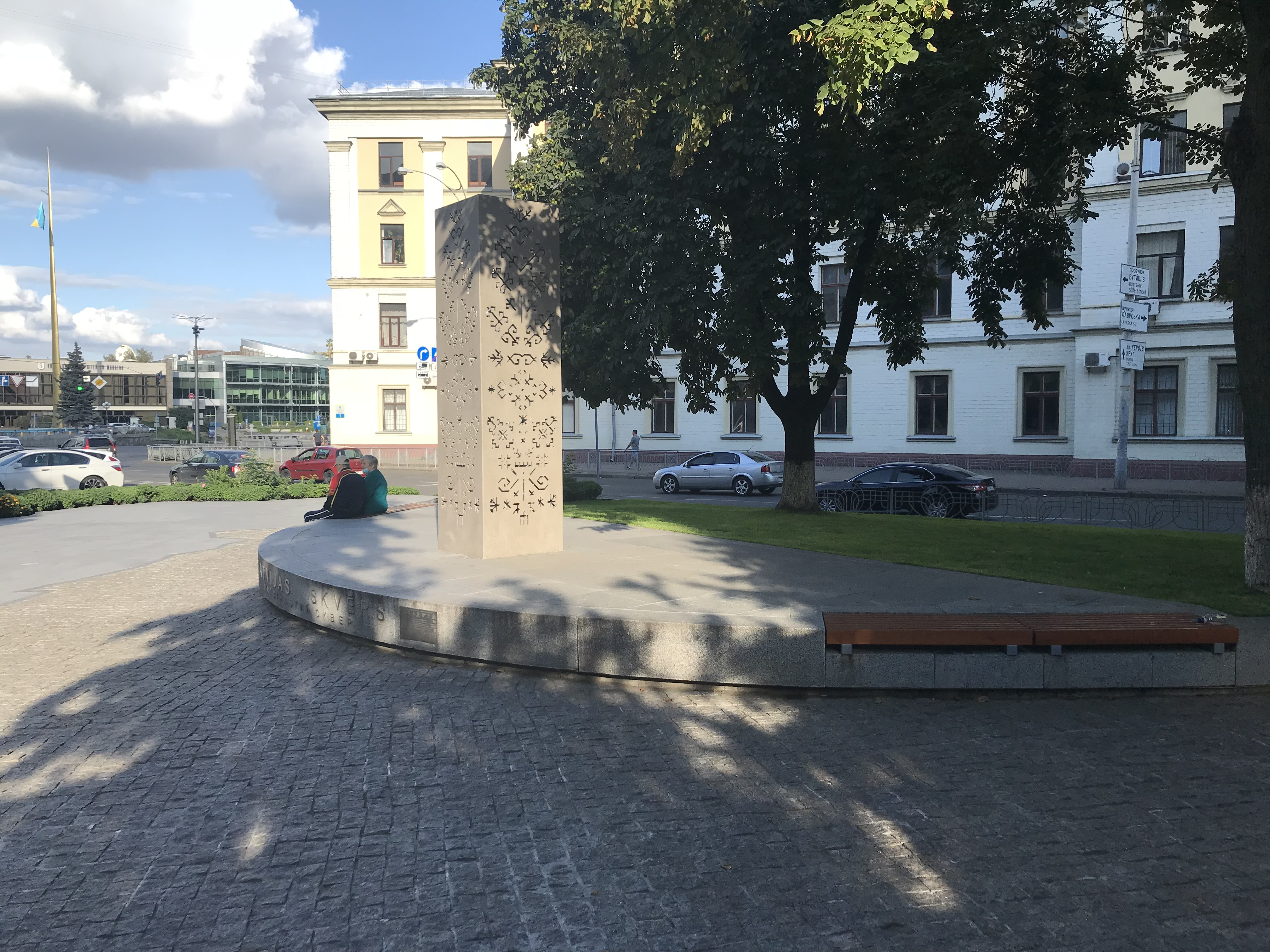
Стелла «Дерево Сонця», встановлена 2019 року на місці пам'ятника Іванову